# Budynek autonomiczny
Budynek autonomiczny (dom autonomiczny) – budynek zaprojektowany tak, by mógł funkcjonować niezależnie od zewnętrznej infrastruktury, to jest bez dostarczania z zewnątrz energii elektrycznej, wody oraz bez odbierania ścieków i kanalizacji burzowej.
Zwolennicy budownictwa autonomicznego wśród jego zalet wymieniają mniejszy jego wpływ na środowisko i koszty utrzymania oraz większe poczucie bezpieczeństwa przez użytkujących. Ostatnia zaleta wynika z niezależności domu od dostarczania z zewnątrz energii elektrycznej i wody, których dostawy mogą w przypadku normalnego budynku zostać zaburzone w przypadku kataklizmu, wojny, rozruchów, czy zwykłego remontu i konserwacji sieci energetycznej, bądź też wodociągowej. Koszt wybudowania takiego budynku jest jednak wyższy – ocenia się, że za te same pieniądze można zbudować dom w technologii tradycyjnej lub dom autonomiczny o powierzchni około 25% mniejszej od tradycyjnego.

## Teoria
Gdy projektując budynek weźmiemy pod uwagę wady istniejących sieci przesyłowych (do przesyłu energii elektrycznej, gazu i wody), zależność od odległych zasobów, rosnące opłaty związane z eksploatacją i stałą rozbudową ww. sieci zaczynamy brać pod uwagę projekty wyposażone w elementy pozwalające na choćby częściową autonomię. Historycznie drogą do uzyskania przez budynki autonomii była konieczność zabezpieczenia niezależnych źródeł ciepła, energii elektrycznej, wody i żywności. W dzisiejszych czasach dążenie do uzyskania takiego stanu budynku wynika również ze świadomości niekorzystnego wpływu budynków oraz sieci przesyłowych na środowisko.
Użycie dostępnych na miejscu zasobów (energii słonecznej, energii wiatrowej, wody deszczowej) powoduje zmniejszenie niekorzystnego wpływu na środowisko. W przypadku normalnego budownictwa, większość z tych zasobów jest marnowana. Autonomia zmniejsza wpływ kosztów zewnętrznych (abonament za przyłącza gazowe, elektryczne, wodne, kanalizacyjne i koszt dostarczania energii, wody, gazu) na utrzymanie domu.
Budynki autonomiczne są zazwyczaj również energooszczędne, co pozwala na dalsze zmniejszenie kosztów ich utrzymania. Taka tendencja wynika z tego, że łatwiej zaspokoić potrzeby energetyczne budynku odłączonego od sieci gdy są one mniejsze.
Budynek autonomiczny nie jest z definicji przyjazny dla środowiska, jednakże jego niezależność od zewnętrznych (nieodnawialnych) źródeł energii oznacza mniejszy wpływ na środowisko niż budownictwa tradycyjnego.

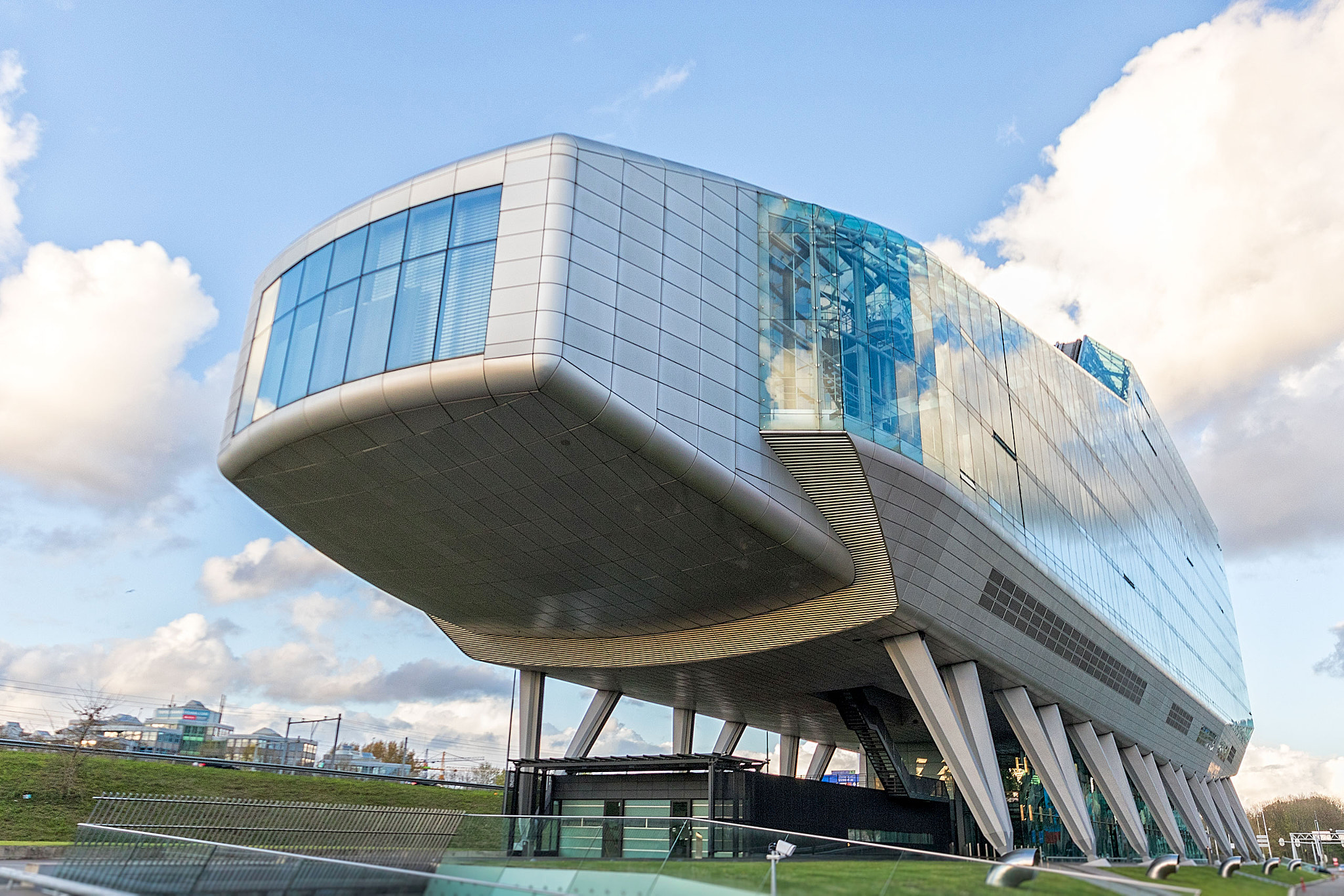
Budynek autonomiczny – siedziba główna ING w Amsterdamie

## Praktyka
Możliwość osiągnięcia niezależności zależy w dużej mierze od tego, jak to pojęcie zostanie zdefiniowane. Całkowita autonomia jest bardzo trudna do uzyskania. Względnie łatwo można się uniezależnić od energii elektrycznej z sieci, ale już wytworzenie całej żywności dla mieszkańców domu wymaga znacznie większych zmian stylu życia ze strony mieszkańców.
Przeniesienie się do autonomicznej siedziby może wymagać od ludzi zmiany nawyków, stylu życia, oczekiwań i zachowania. Nawet najwygodniejszy i najbardziej zaawansowany technicznie dom może wymagać pewnych zmian od mieszkańców. Część ludzi przystosowuje się do takiej sytuacji łatwo, inni uważają, że jest ona niewygodna, irytująca i izoluje od społeczeństwa. Dla niektórych utrzymanie autonomicznego domu jest czymś w rodzaju darmowej pracy przymusowej. Dobrze zaprojektowany dom może zmniejszyć ten dyskomfort.
Dom autonomiczny powinien być zaprojektowany indywidualnie, tak aby projekt mógł być możliwie najlepiej dopasowany do położenia i warunków klimatycznych uwzględniając wszystkie czynniki terenowe działki na której ma być wybudowany. Pasywne systemy słoneczne, ogrzewanie słoneczne, toalety kompostujące, bateria akumulatorów w piwnicy, energooszczędne okna i wiele innych systemów wymaga zastosowania nietypowych materiałów, technologii wykonania i montażu, oraz dodatkowych czynności i nawyków związanych z ich obsługą.

### Woda
Woda pitna jest jednym z najważniejszych mediów w jakie wyposażamy budynki i jednocześnie szybko kończącym się zasobem naturalnym środowiska. Jest wiele sposobów na oszczędzanie i gromadzenie wody w budynkach a zmniejszanie jej zużycia jest zazwyczaj bardzo opłacalne zarówno pod względem ekologii, jak i ekonomii.
Klasycznym źródłem autonomicznego zaopatrzenia domu w wodę nie wymagającym zmiany stylu życia i modyfikacji całego domu jest studnia. W przypadku niektórych lokalizacji działek budowlanych wiercenie studni może być jednak zbyt kosztowne lub nawet niemożliwe. Woda ze studni może być także zanieczyszczona lub w ogóle niedostępna. Studnia wymaga również stałego nakładu energii na wydobycie wody w trakcie jej pompowania.
W przypadku większości budynków bardzo uzasadnionym jest wykorzystywanie wody deszczowej jako części lub w skrajnych przypadkach całości wody do celów bytowych. Woda deszczowa z powodzeniem może być wykorzystana do podlewania ogrodów, mycia aut, spłukiwania toalet (gdzie same toalety to 30% dobowego zużycia wody w budynkach mieszkalnych)

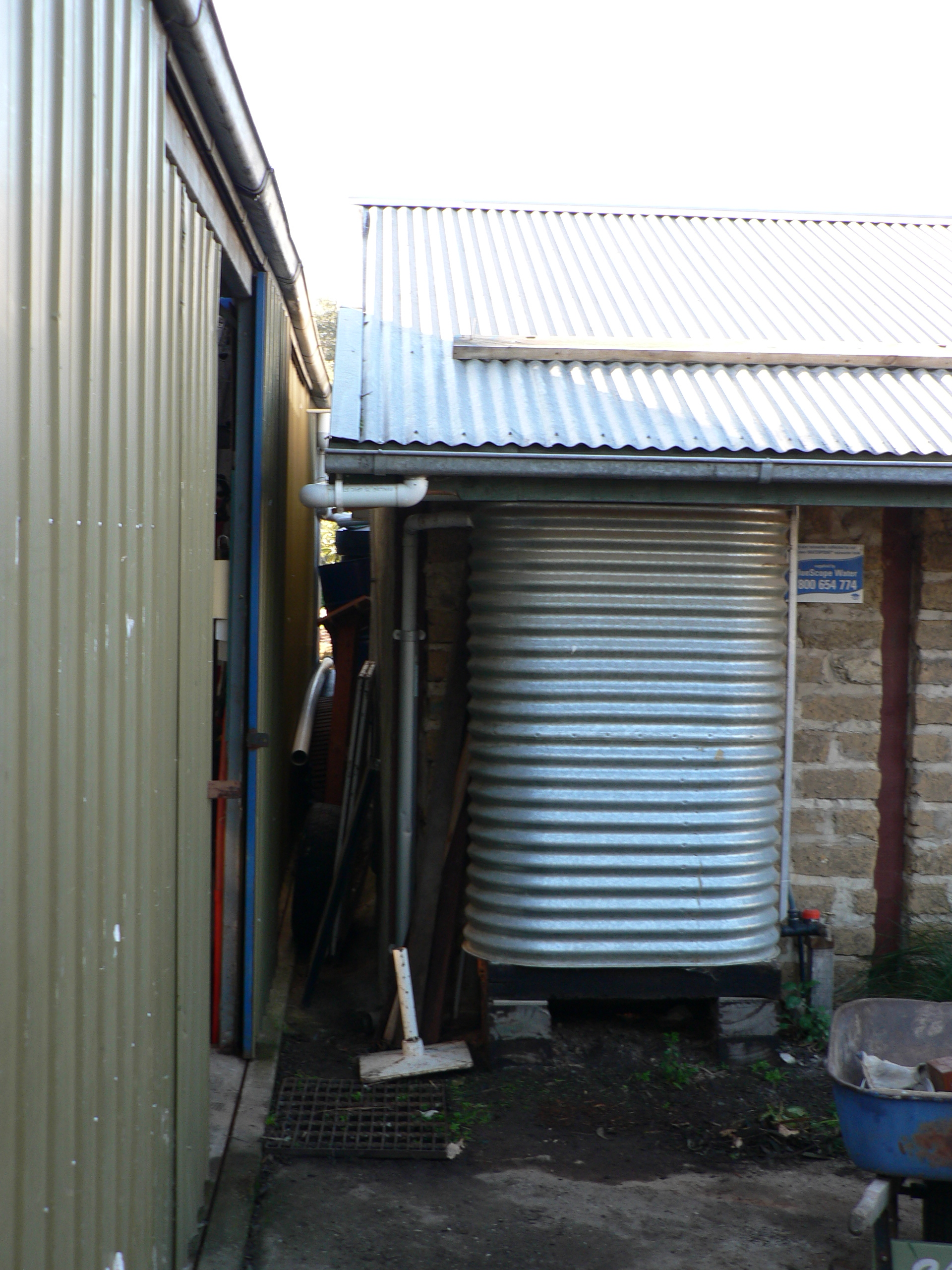
Pozyskiwanie wody z dachu w Australii

Sposobem na dalszą redukcję zapotrzebowania na wodę w budynkach mieszkalnych jest ponowne jej użycie.
W praktyce możliwe jest ponowne użycie ok. 70 procent wody którą w tradycyjnym powszechnie stosowanym dziś budownictwie (z kanalizacją zbiorczą odprowadzającą wszystko do ścieku) marnotrawimy kierując ją do kanalizacji.
Woda której możemy ponownie użyć np. wody z kąpieli do prania nazywana jest potocznie szarą wodą.
Szarą wodę (zanieczyszczoną przez mycie naczyń, pranie i kąpiele) można wykorzystać do prania, spłukiwania toalet, podlewania ogrodów i trawników. Powtórne użycie tej wody może nawet dwukrotnie zmniejszyć zapotrzebowanie na wodę pitną w większości budynków mieszkalnych (stanowi ona 50–80% objętości ścieków). Nowoczesne projekty domów autonomicznych zakładają wykorzystanie niewymagających spłukiwania pisuarów bezwodnych czy toalet kompostujących, które całkowicie eliminują tę część zapotrzebowania na wodę.
Warto dodać, że tradycyjne spłukiwane wodą toalety to ok. 30 do 40 procent naszego dobowego zużycia wody pitnej. To wielokrotnie więcej niż część której używamy do picia czy przyrządzania posiłków.
Większość obszarów w klimacie pustynnym i umiarkowanym otrzymuje rocznie co najmniej 250 mm opadów, czyli 250 litrów wody na metr kwadratowy. Oznacza to, że typowy parterowy dom wykorzystujący szarą wodę oraz wyposażony w zmniejszającą zapotrzebowanie na wodę toaletę kompostującą może być zaopatrywany w wodę zebraną tylko z jego dachu. W najbardziej suchych obszarach naszej planety konieczne jest włączenie w system zaopatrzenia w wodę dużego zbiornika o pojemności 30 m³.
W Polsce średnia roczna ilość opadów wynosi 500 mm na metr kwadratowy, co sprawia, że w większości domów na zaspokojenie zapotrzebowania na wodę deszczówką wystarczy wykorzystywać dach domu i zbiornik o pojemności ok. 10 m³. Warto rozważyć wykorzystanie takiego zbiornika wody jako zasobnika ciepła dla pompy ciepła.
Zamontowanie zbiornika z wodą na odpowiedniej wysokości pozwala na grawitacyjne zaopatrzenie w wodę całej instalacji. W takiej sytuacji ewentualna awaria pompy będzie mniej dotkliwa i mniej pilna do naprawienia.
Na niektórych obszarach trudne lub niemożliwe jest utrzymanie dachu w stanie wystarczająco czystym, by woda była zdatna do picia. Wodę do picia i celów kulinarnych możemy z powodzeniem uzdatnić. Dostępne w handlu urządzenia do oczyszczania wody w drodze odwróconej osmozy zapewniają wodę pitną wysokiej jakości.

### Ścieki
Utylizacja ścieków jest mało atrakcyjnym, ale bardzo ważnym dla zdrowia i środowiska zagadnieniem. Wiele chorób rozprzestrzenianych jest właśnie przez nieodpowiednie kierowanie ścieków.
Najpopularniejsza przydomowa oczyszczalnia ścieków składa się z osadnika i przewodów rozsączających w gruncie. Osad opada na dno zbiornika (gdzie może podlegać fermentacji beztlenowej) podczas gdy płyn jest rozprowadzany w grunt, najczęściej pod trawnik. Separacja płynu od osadu następuje samoczynnie, grawitacyjnie.
Osadniki muszą być okresowo opróżniane aby usunąć nierozkładalne osady stałe. Zaniedbanie tej czynności może doprowadzić do zniszczenia całej oczyszczalni.
Użycie przydomowej oczyszczalni może wymagać od domowników zmiany nawyków, tj. ograniczenie ilości spłukań toalety i śmieci do niej wyrzucanych. Niekiedy konieczne jest korzystanie ze specjalnego papieru toaletowego do toalet biologicznych. Te niewielkie ograniczenia i możliwość wykorzystania istniejących połączeń hydraulicznych decydują o rosnącej popularności takich instalacji.
Spalanie osadów ściekowych zazwyczaj jest dobrym sposobem na ich utylizację, bo pozostały popiół (czysty biologicznie, ale klasyfikowany jako odpad niebezpieczny) stanowi mniej niż 1/10 początkowej objętości osadów.
Powszechnie dostępne przydomowe biologiczne oczyszczalnie ścieków są w stanie oczyścić ścieki do postaci wody czystej, bezbarwnej i pozbawionej zapachu. Może ona być stosowana do spłukiwania toalet i podlewania roślin.
Powyższe podejście do utylizacji ludzkich ekskrementów wynika z traktowania ich jako odpad, a nie surowiec, który można poddać kompostowaniu w celu późniejszego wprowadzenia do gleby. Recykling ludzkich odchodów wymaga minimalnych zmian w stylu życia.
Gdy pomyślimy o kompostowaniu ludzkich fekaliów, to wprowadzenie toalety kompostującej zmieni diametralnie skalę problemów związanych ze ściekami. Po pierwsze odpadnie nam zapotrzebowanie na wodę do spłukiwania toalet (w tradycyjnej toalecie zostaje zużyte 30 procent wody dostarczanej do naszego domostwa). Po drugie ilość ścieków drastycznie się obniży, bo pozostanie nam do zagospodarowania tylko tzw. szara woda, czyli odpływ uryny, odpływ z pralki, umywalek, i wanny, czy brodzika, gdzie niemal całość tych ścieków; wyłączając urynę i ścieki z kuchennego zlewozmywaka; możemy po prostu rozsączyć w ogrodzie.
Traktując odchody jako kompost niemal eliminujemy potrzebę oczyszczania ścieków, jedynym koniecznym elementem kanalizacji pozostaje odstojnik z separatorem tłuszczu pochodzącego z kuchennego zlewozmywaka.

### Kanalizacja burzowa
W prawidłowo zaprojektowanym budynku autonomicznym rolę kanalizacji burzowej pełni instalacja do zbierania wody opadowej, tzw. deszczówki, dla zabezpieczenia przed zbyt dużą ilością opadów zbiornik na deszczówkę powinien mieć przelew połączony z rozsączeniem lub w przypadku większych budynków z dodatkowym podziemnym zbiornikiem retencyjnym.

### Energia elektryczna
Ponieważ energia elektryczna jest kosztowna, pierwszym krokiem do jej oszczędzania powinno być dopasowanie stylu życia i projektu domu w celu zmniejszenia zapotrzebowania na energię. Oświetlenie fluorescencyjne (świetlówki), komputery przenośne i gazowe chłodziarki absorpcyjne pozwalają oszczędzać energię elektryczną, a więc i pieniądze.
Ogniwa słoneczne (fotowoltaiczne) zainstalowane na dachu (wbudowane w dach) mogą być źródłem energii elektrycznej. Żywotność nowoczesnych ogniw słonecznych wynosi około 40 lat, dzięki czemu w wielu obszarach ziemi mogą one być dobrą inwestycją.
Na wielu obszarach o niewielkim nasłonecznieniu przez większość czasu wieją silne wiatry. Do produkcji energii elektrycznej typowy dom autonomiczny potrzebuje jedynie niewielkiej turbiny wiatrowej o wirniku średnicy 5 m lub mniejszej. Taka turbina, zamontowana na wieży wysokości 30 m, może we współpracy z ogniwami słonecznymi zaspokoić zapotrzebowanie na energię elektryczną w pochmurne dni. Dostępne w handlu turbiny posiadają samoustawne łopaty wirnika, proste generatory prądu zmiennego i szczelną obudowę, co zapewnia bezawaryjną pracę przez wiele lat.
Największą zaletą energetyki wiatrowej jest niższy jednostkowy nakład inwestycyjny w przeliczeniu na kilowat mocy dla dużych turbin niż w przypadku ogniw fotowoltaicznych. Nie wszędzie jednak wiatr osiąga prędkości wystarczające do napędzania turbin.
W okresie niskiego zapotrzebowania na moc elektryczną (np. w nocy) nadmiar energii może być magazynowany w bateriach akumulatorów. Niestety, akumulatory wymagają wymiany co kilka lat z powodu stopniowego ich zużywania się. Na wielu terenach możliwe jest uniknięcie zakupu akumulatorów przez podłączenie budynku do sieci elektroenergetycznej co pozwoli na sprzedawanie nadwyżek energii do sieci. Taki budynek będzie mniej autonomiczny, ale tańszy, wymagający mniej poświęceń ze strony mieszkańców. Jednocześnie przy sprzedaży nadprodukcji energii do sieci nie ma strat związanych ze sprawnością akumulatorów, co pozwala na oszczędzenie większej ilości paliw kopalnych.
Na obszarach, które nie mają dostępu do sieci elektroenergetycznej, pojemność baterii akumulatorów może zostać zmniejszona gdy w układzie zainstalowany jest agregat prądotwórczy do doładowywania akumulatorów w okresie niewystarczającej podaży energii elektrycznej z turbiny wiatrowej i ogniw fotowoltaicznych. Generatory takie mogą być zasilane benzyną, olejem napędowym, większe urządzenia również gazem ziemnym. Godzina ładowania akumulatorów zazwyczaj wystarcza na cały dzień korzystania z energii.
W przyszłości być może będzie możliwe magazynowanie energii w wirującym w próżni kole zamachowym (o ile opracowane zostaną łożyska bezkontaktowe) albo poprzez produkcję metodą elektrolizy wodoru i tlenu, które następnie mogą być spalane w ogniwie paliwowym.

### Ogrzewanie

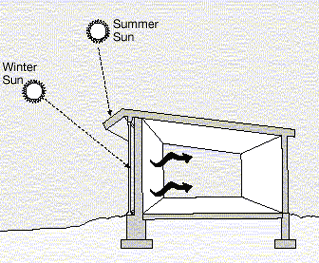
Schemat ogrzewania pasywnego z użyciem ściany Trombe’a

Pasywne ogrzewanie słoneczne jest wystarczające do ogrzania większości budynków, nawet w najzimniejszym klimacie.
Nowoczesne okna, z przestrzeniami między szybami wypełnionymi kryptonem lub argonem pozwalają na ogrzewanie pomieszczeń przez słońce i są jednocześnie równie wytrzymałe jak normalne. Konieczne jest by okna wychodziły na stronę nasłonecznioną (w Polsce na południe), budynek musi mieć też dużą pojemność cieplną, co pozwoli na utrzymanie odpowiednio wysokiej temperatury w ciągu nocy.
Pokrycie domu (dachu i ścian) warstwą ziemi (darnią) i uwzględnienie drzew i krzewów w projekcie zagospodarowania działki wokół domu autonomicznego pozwala na ograniczenie strat ciepła do otoczenia. Również wkopanie domu w grunt pozwala na oszczędności energii do celów grzewczych. Dwa metry pod ziemią w Polsce temperatura nie spada nigdy poniżej 0 °C.

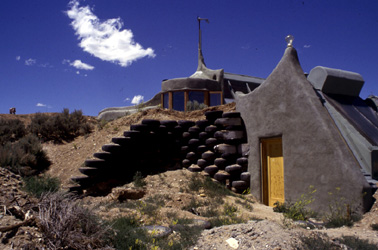
Dom Autonomiczny w Stanach Zjednoczonych

Drzewa i krzewy ograniczają omywanie budynku przez wiatr i turbulencje wokół jego bryły, co powoduje zmniejszenie ilości ciepła odbieranego przez przepływające powietrze ze ścian i dachu (zmniejsza się podciśnienie przy ścianach zawietrznych oraz przy osłonie z krzewów zmniejsza się konwekcja). Opływowe budynki o łagodnych kształtach tracą mniej ciepła. Przykładem zastosowania osłon z ziemi na ścianach i dachach domów mogą być tradycyjne domy islandzkie, gdzie od setek lat stosowana jest obsypka z ziemi zmniejszająca wpływ wiejących ze znaczną siłą lodowatych wiatrów.

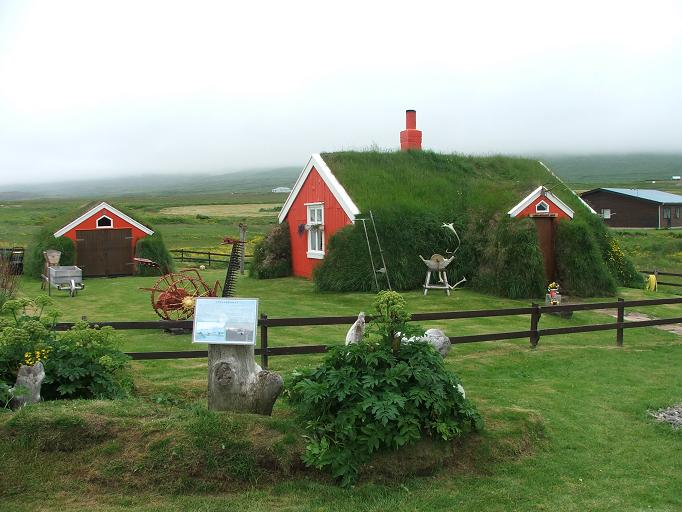
Historyczne zastosowanie ziemi do osłony przed wiatrem w tradycyjnym domu islandzkim

Mały dodatkowy grzejnik może znacznie zmniejszyć potrzebną pojemność cieplną budynku i wpływ na styl życia domowników. Popularnym sposobem ogrzewania w wysoce energooszczędnych domach jest centralne ogrzewanie z grzejnikami i kotłem. W nowoczesnych domach autonomicznych stosuje się odzysk ciepła ze spalin z turbiny gazowej, silnika stirlinga lub silnika spalinowego.
Budynki, które mają być odporne na przerwy w dostawie mediów z zewnątrz wyposażone są w kocioł, kominek i kuchnię na drewno, olej opałowy albo gaz płynny. Paliwo dla tego urządzenia jest magazynowane przy domu.
Elektryczne grzejniki i kuchenki dostarczają ciepło wolne od zanieczyszczeń w miejscu użycia, ale zużywają olbrzymie ilości drogiej energii elektrycznej. Jeśli wystarczająca ilość energii elektrycznej jest dostarczana przez ogniwa słoneczne, turbinę wiatrową lub z innych źródeł, wtedy ogrzewanie elektryczne może być warte rozważenia.

### Ciepła woda użytkowa
Podgrzewanie wody użytkowej przy użyciu kolektorów słonecznych jest coraz bardziej popularne, bo oszczędza 70% energii którą w tradycyjnej instalacji zużywamy do podgrzania wody. Jednocześnie ta oszczędność może być jeszcze zwiększona, jeśliby wprowadzić małe zmiany w stylu życia mieszkańców domu, takie jak np. kąpanie się, pranie i zmywanie naczyń w dni słoneczne. Można również doprowadzić ciepłą wodę z kolektora słonecznego do zmywarki, czy pralki, o ile są one do tego dostosowane (przy zmywarkach z funkcją aqua stop możliwe jest doprowadzenie wody o temperaturze do 60 stopni celsjusza), dzięki czemu urządzenia te nie potrzebują pobierać znacznych ilości prądu celem podgrzania wody.
Najważniejszym elementem instalacji do produkcji ciepłej wody użytkowej ogrzewanej słońcem jest dobrze zaizolowany zbiornik wody. Niektóre z bardziej zaawansowanych technologicznie systemów wyposażone są w zbiornik izolowany próżniowo (jak termos). Zbiornik jest napełniany gorącą wodą podgrzaną w czasie słonecznych dni a wykorzystywaną później. W odróżnieniu od zwykłego zbiornika na ciepłą wodę użytkową, jest on napełniany tylko gdy jest dość słońca by ogrzać nim wodę.
Dobre zaizolowanie zbiornika umożliwia zastosowanie mniejszych, tańszych kolektorów, często zbudowanych w oparciu o nowocześniejszą technologię, np. próżniowych.
W praktyce systemy do produkcji ciepłej wody użytkowej łączą ogrzewanie energią słoneczną z kotłem, włączanym przez termostat, ewentualnie kominkiem z płaszczem wodnym sterowanym sterownikiem solarnym włączającym obieg gdy woda na płaszczu jest cieplejsza niż w zbiorniku buforowym. Taka integracja kotła i panelu słonecznego umożliwia dostęp do nieograniczonej ilości gorącej wody.
Taki układ dwóch źródeł ciepła pozwala na oszczędzenie 50–75% paliwa, które byłoby użyte w instalacji bez kolektora słonecznego. Dwa źródła ciepła czynią też instalację bardziej niezawodną.
Ale czy jakikolwiek budynek uzależniony od energii z paliw kopalnych może być określany mianem autonomicznego? Gaz ziemny może zostać zastąpiony przez biogaz pochodzący z rozkładu ludzkich odchodów i organicznych kuchennych odpadów. Kogenerator zasilany olejem roślinnym lub gazem drzewnym może produkować energię elektryczną i ciepło z drewna czy roślin oleistych produkowanych na miejscu.

### Chłodzenie iklimatyzacja
Najprostszym sposobem chłodzenia budynku autonomicznego jest przepuszczenie powietrza wentylacyjnego wchodzącego do budynku przez gruntowy wymiennik ciepła, co przy dobrze zaizolowanym budynku ruguje potrzebę instalowania instalacji klimatyzacyjnej.
Wkopanie budynku w głąb ziemi czy zapewnienie mu dużej pojemności cieplnej znacznie zmniejszają konieczność chłodzenia pomieszczeń latem.
Skuteczne są również mniej drastyczne zmiany w konstrukcjach domów. Można okna zacienić latem. Dachy mogą zostać wydłużone poza krawędź ścian tak aby zacieniać okna i ściany latem kiedy słońce jest wysoko, co również zmniejsza koszty klimatyzacji.
Inną metodą na obniżanie temperatury budynku jest jego chłodzenie w ciągu nocy. Chłód ze ścian i powietrza jest następnie oddawany w ciągu dnia.
Do użytku wchodzą powoli absorpcyjne chłodziarki i klimatyzatory, wykorzystujące odpadowe ciepło z silników spalinowych, kotłów wodnych czy kolektorów słonecznych. Zimna woda lub czynnik chłodniczy z chłodziarki może być używany do schładzania powietrza zasysanego z zewnątrz lub do schładzania powietrza wewnątrz pomieszczeń.
W nowoczesnych budynkach biurowych i handlowych popularne stają się instalacje kogeneracyjne, składające się z małych turbin gazowych lub silników spalinowych napędzanych gazem ziemnym, służących do produkcji energii elektrycznej. Ciepło odpadowe ze spalin jest wtedy wykorzystywane do napędzania chłodziarek absorpcyjnych lub podgrzewania wody grzewczej i użytkowej.
Równie dobry efekt chłodzenia powietrza można uzyskać w wielostopniowej chłodziarce wykorzystującej zjawisko parowania. Do strumienia powietrza rozpylany jest roztwór soli, który absorbuje wodę z powietrza. Następnie rozpylany jest strumień wody – woda parując odbiera ciepło z powietrza. Ostatnim etapem jest ponowne osuszenie powietrza rozpyleniem roztworu soli. Roztwór soli musi być regenerowany (utrzymywany w odpowiednim stężeniu), co można zrobić tanio w prostych destylarkach słonecznych. Takie urządzenia mogą obniżyć temperaturę powietrza aż o ponad 25 °C.
W przypadku dostępu do większej ilości energii elektrycznej, obniżanie temperatury może być wykonywane przez klasyczną sprężarkową klimatyzację czy pompę ciepła.

### Żywność
Produkcja żywności w wielu historycznych próbach osiągnięcia autonomii miała olbrzymie znaczenie. Intensywna produkcja żywności w ogrodzie może zapewnić żywność dla osoby dorosłej z zaledwie 15 metrów kwadratowych gruntu. Do metod intensywnej, ale niewymagającej dużych nakładów pracy uprawy roli należą rolnictwo hydroponiczne i wielopoziomowe.
Nowoczesne metody rolnictwa, takie jak permakultura, czy też oparte na systemie leśnych ogrodów umożliwiają wytwarzanie żywności przy jak najmniejszym nakładzie pracy i energii, naśladując ekosystemy naturalne dla optymalnego wykorzystania dostępnej powierzchni. Utworzenie takiego samowystarczalnego środowiska zapewnia praktycznie niewyczerpalne, wieloletnie zasoby żywności i innych surowców, dostarczanych z uprawy roślin i hodowli zwierząt. Jednakże ta druga jest często pomijana, jako że aby wytworzyć żywność mięsną potrzeba 10-krotnie więcej energii niż, aby wyprodukować taką samą ilość żywności pochodzenia roślinnego.